# Airunlalan
Airunlalan ist eine osttimoresische Siedlung im Suco Tohumeta (Verwaltungsamt Laulara, Gemeinde Aileu).
Der Weiler Airunlalan liegt im Zentrum der Aldeia Tohumeta auf einer Meereshöhe von 711 m. Es ist Teil der Siedlungsanhäufung, die das Dorf Tohumeta bildet. Westlich befindet sich das Ortszentrum Tohumetas mit der Grundschule und dem Sitz des Sucos. Südlich liegt der Weiler Beraulo mit der kommunalen Gesundheitsstation.